# Ulica Grodzka w Radomiu
Ulica Grodzka w Radomiu – ulica w Radomiu w dzielnicy Miasto Kazimierzowskie.
Ulica Grodzka biegnie od Rynku do ulicy Wałowej. Zaliczana jest do kategorii dróg gminnych. Od ulicy Grodzkiej odchodzi w stronę Wałowej ulica Mała.
Nazwa ulicy Grodzkiej zalicza się do nazw pochodzenia topograficznego – oznaczała ulicę prowadzącą do grodu (zamku obronnego). Najstarsza wzmianka o tej ulicy pochodzi z 1554.
W rejestrze zabytków Narodowego Instytutu Dziedzictwa znajdują się poniższe obiekty położone przy ulicy Grodzkiej:
- nr 1 (Rynek 14 / Rwańska 4) – kamienica z oficynami
- nr 8 – Dom Starościński, XIX w.
- nr 10 – plebania (z reliktami zamku, tzw. Domu Wielkiego), 1364, XVI, XVIII i XIX w.

Ponadto do Gminnej Ewidencji Zabytków Miasta Radomia wpisane są obiekty:
- nr 2 – dom murowany, poł. XIX w.
- nr 4 – dom murowany, poł. XIX w.

Obok plebanii eksponowana jest makieta ukazująca Zamek Królewski w Radomiu w jego formie z czasów renesansu. Relikty tego zamku znajdują się między ulicą Grodzką a Wałową.

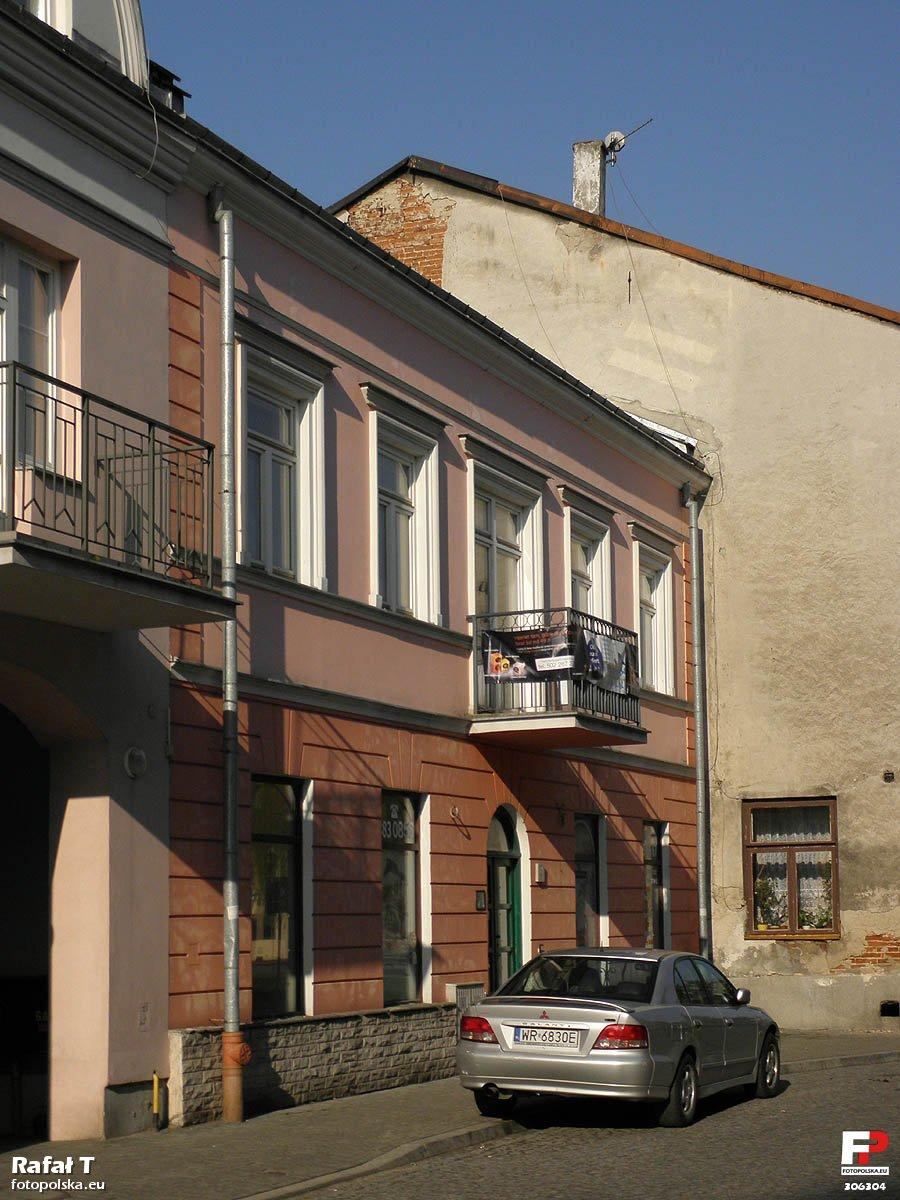
Grodzka 2
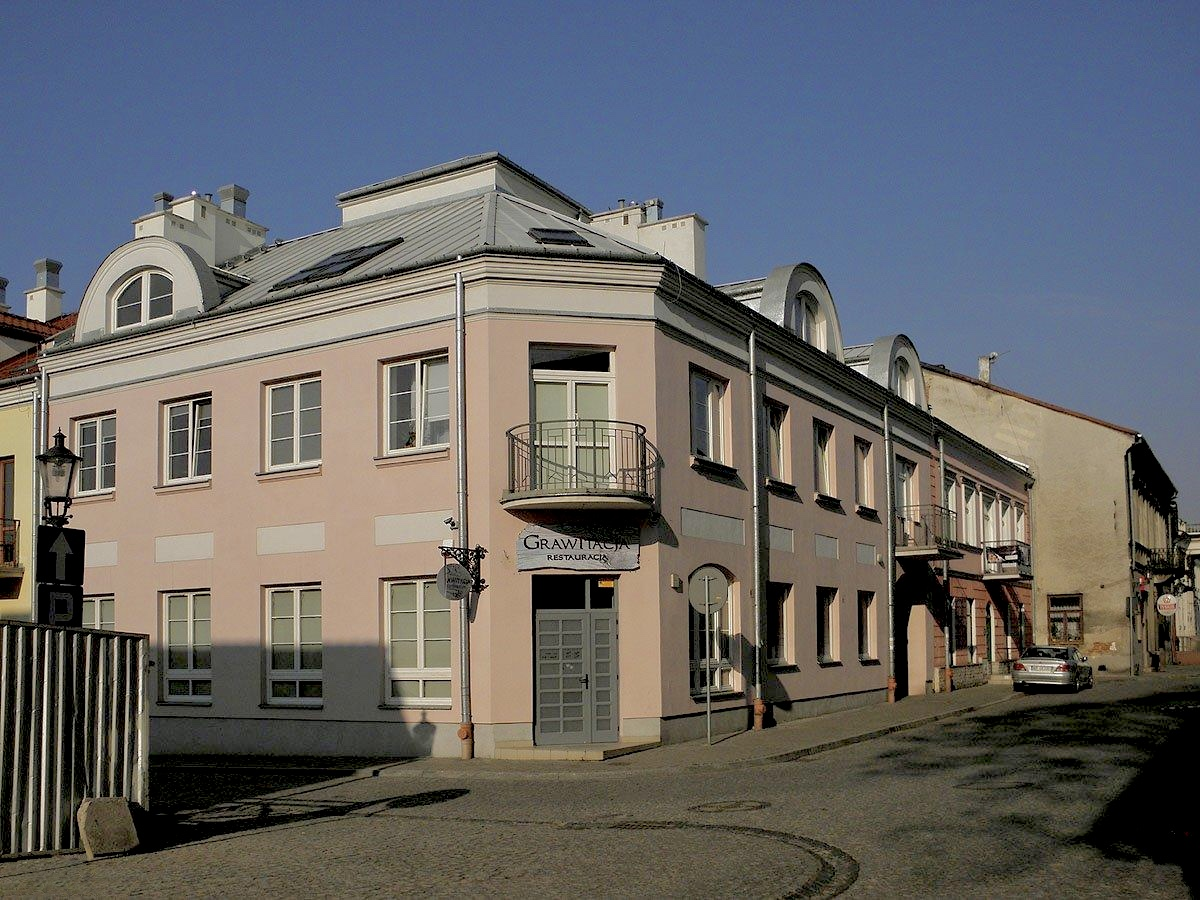
Grodzka 4
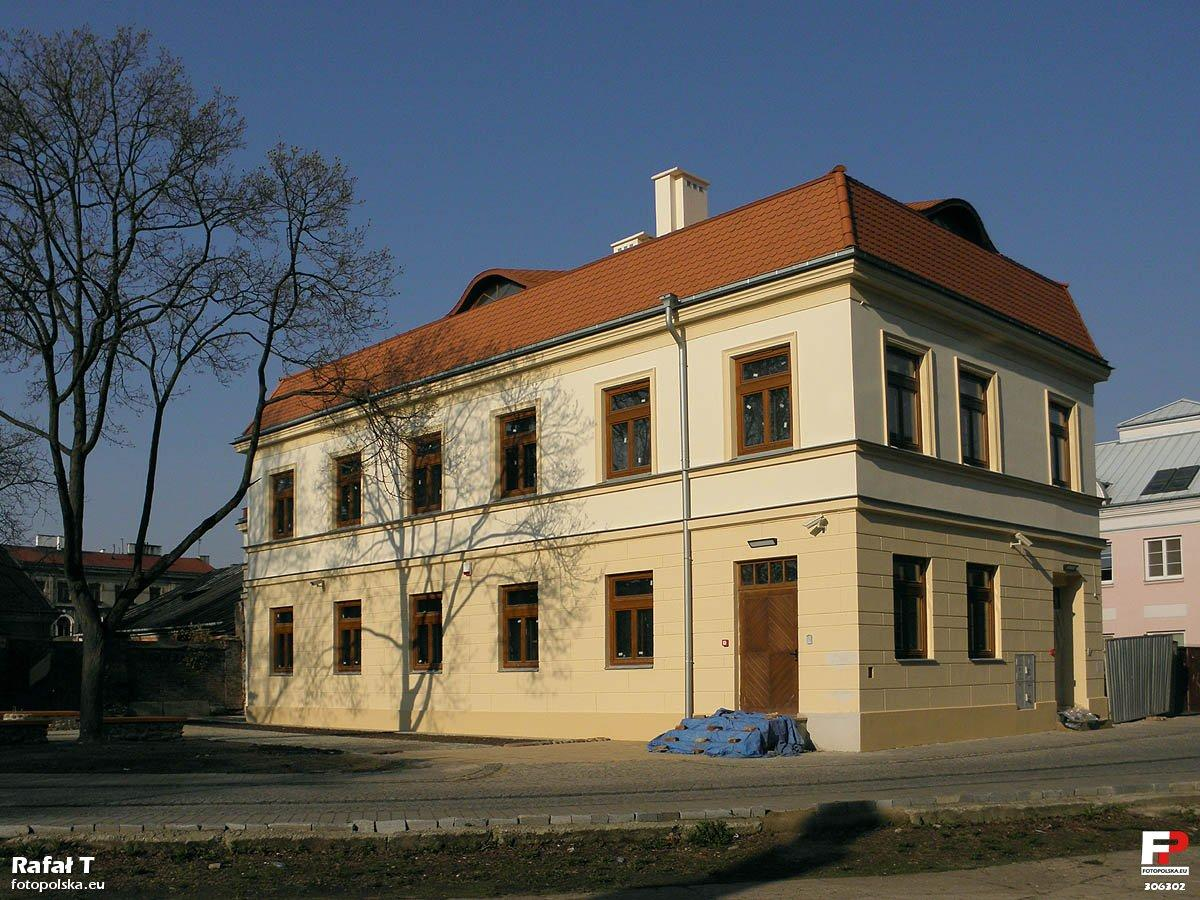
Grodzka 8 (Dom Starościński)
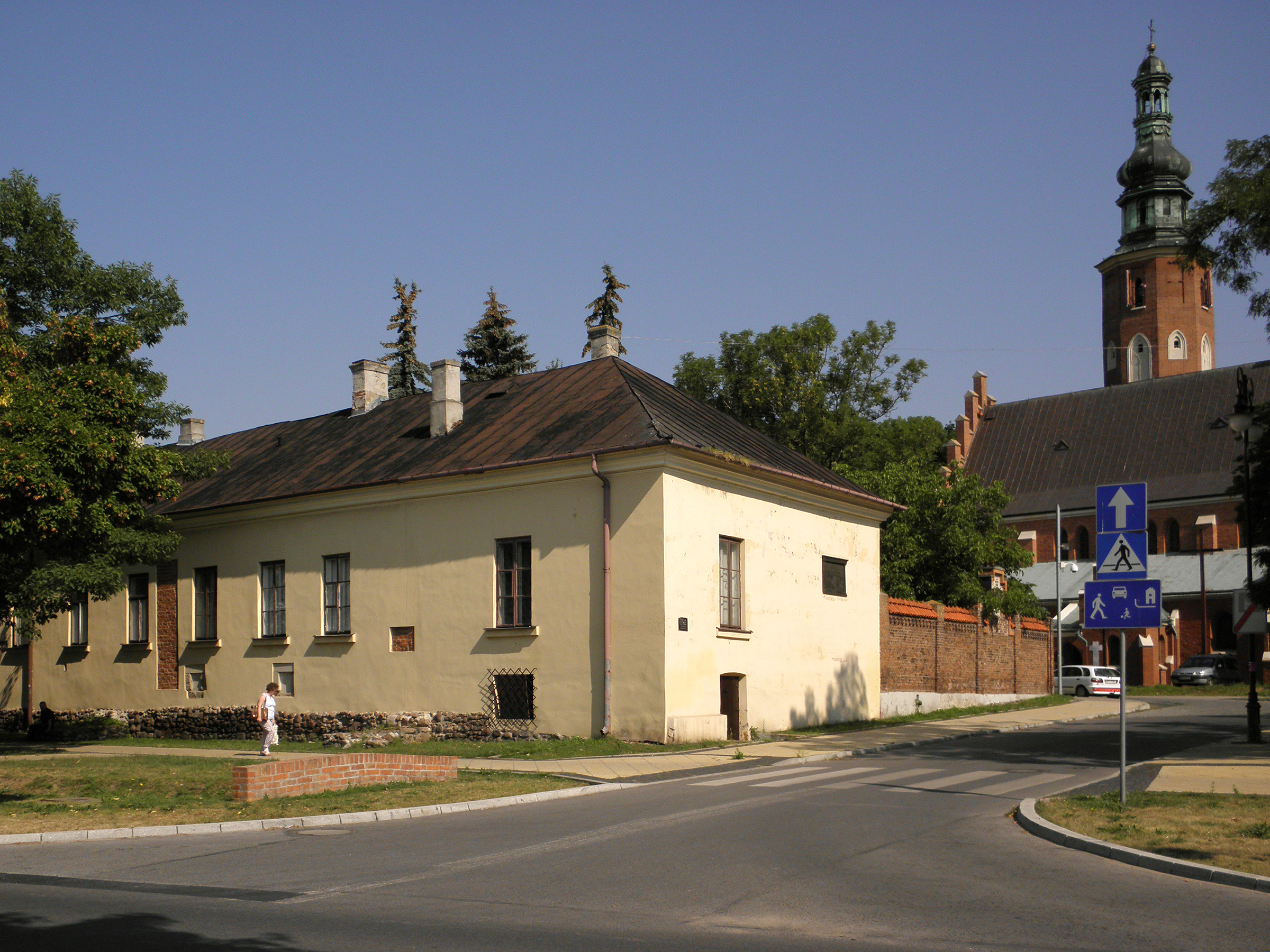
Grodzka 10 (plebania)
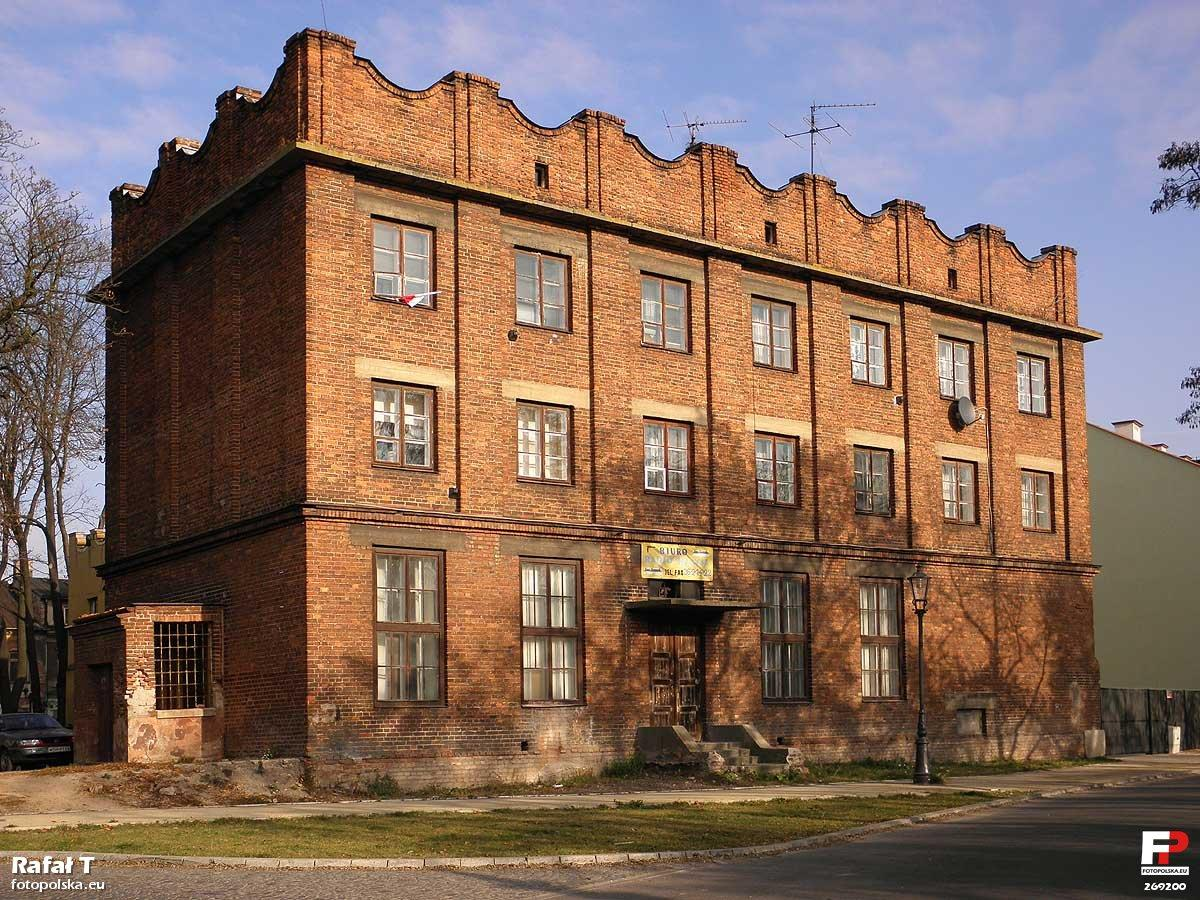
Dom Katolicki
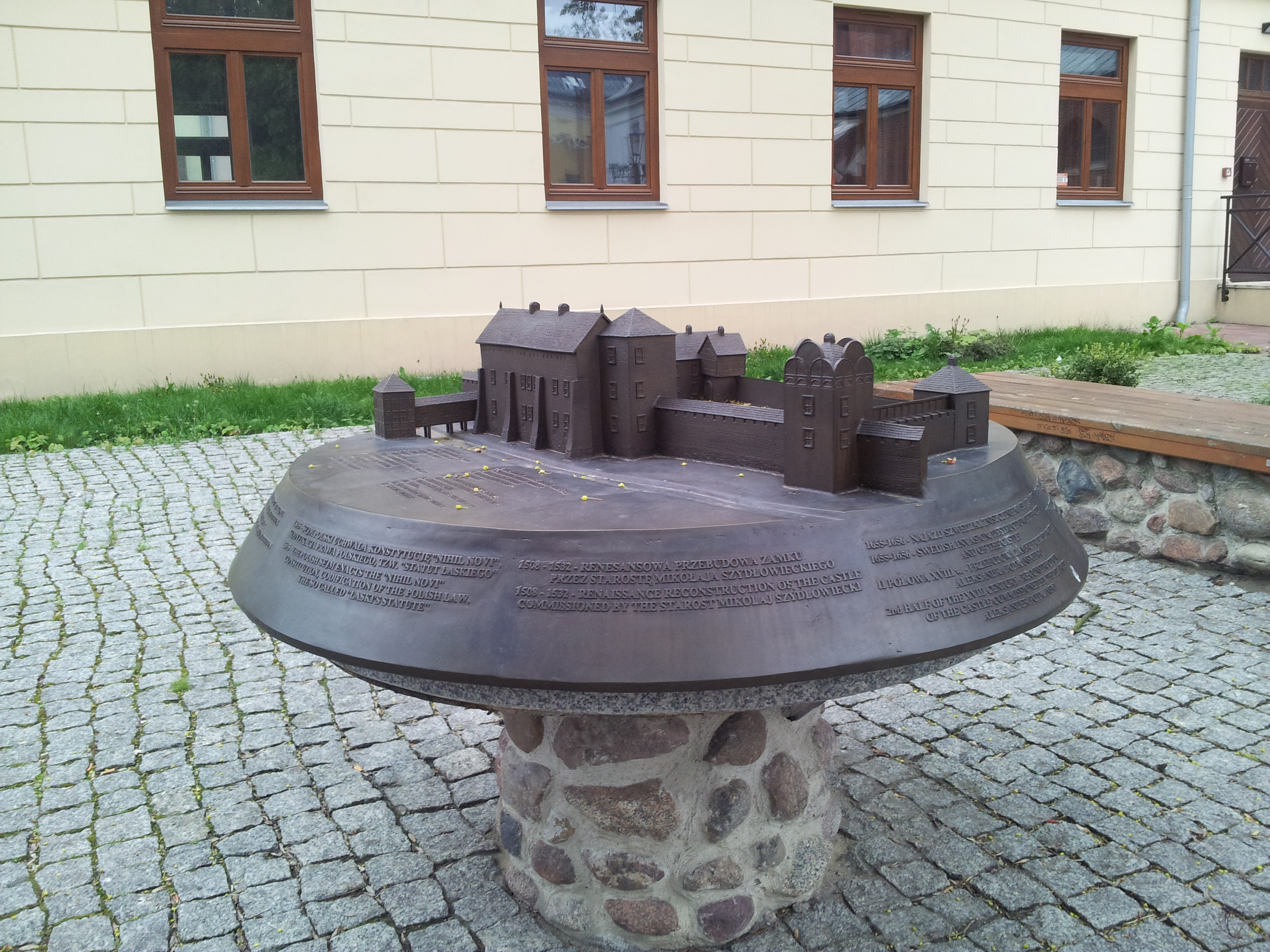
Makieta Zamku